# 潘兆平

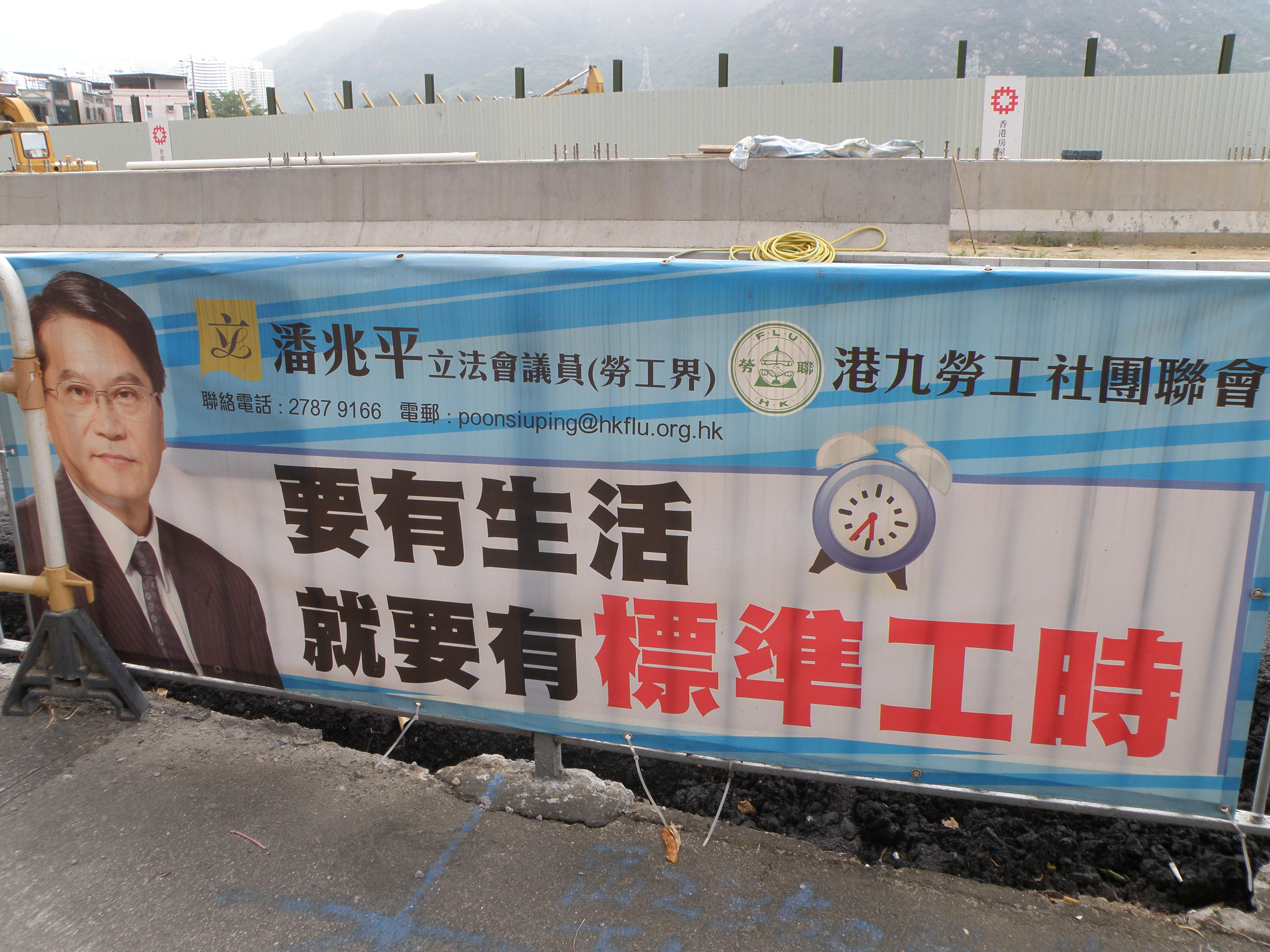
潘兆平街上橫額

潘兆平，SBS，MH（1957年—），港九勞工社團聯會常務委員。曾任香港立法會勞工界議員。2001年獲榮譽勳章，2012年獲銅紫荊星章。2012年立法會選舉中得到港九勞工社團聯會支持，接替李鳳英，自動當選為立法會功能界別勞工界議員。

## 背景
潘兆平在1964年畢業於西環聖多明學校（幼稚園）。他長年參與勞工福利工作，2001年獲特區政府頒授榮譽勳章。2012年通過2012年立法會選舉接替李鳳英，自動當選為立法會功能界別勞工界議員，同年獲頒銅紫荊星章。2014年5月，立法會陷入拉布戰。潘兆平被揭發於雅虎搜索黃碧雲的資料，及專注看對方的相片達10分鐘。潘兆平回應指拉布期間除襟鐘外沒其他事可做，於是看看其他同事的資料，並非只看黃碧雲。

## 沒有投票
在2016年及2017年香港政治制度改革方案表決時，潘兆平是除主席外，唯一一個在立法會在座，但沒有按鈕投票的議員，令他「一炮而紅」。